# فوزية عبد الستار
فوزية عبد الستار علي (1931 -2019) حقوقية وسياسية مصرية بارزة، عضوة بمجلس الشعب.
حصلت على ليسانس الحقوق من جامعة القاهرة عام 1957، كما حصلت على درجة الدبلوم في كل من القانون العام والعلوم الجنائية. تدرجت طيلة حياتها في عدة مناصب كان آخرها عضو الأمانة العامة للحزب الوطني الديمقراطي، كما شغلت منصب رئيس «اللجنة الدستورية التشريعية» بمجلس الشعب المصري لسنوات طويلة.

## مؤلفاتها
1. المساهمة الأصلیة في الجریمة – القاهرة – 1967.
2. جرائم الإعدام – القاهرة – 1970.
3. مبادئ علم الإجرام وعلم العقاب – القاهرة – 1971.
4. شرح قانون أصول المحاكمات الجزائیة اللبناني، بیروت، 1975.
5. الجرائم المضرة بالمصلحة العامة، 1975.
6. جرائم الاعتداء على الأشخاص، 1976.
7. النظریة العامة للخطأ غیر العمدي، 1977.
8. الادعاء المباشر في الإجرءات الجنائیة، 1978م، وأعید طبعه سنة 2001.
9. جرائم الاعتداء على الأموال، 1979.
10. شرح قانون العقوبات – القسم الخاص – 1982- وأعید طبعه سنة 2000، 2010.
11. شرح قانون الإجرءات الجنائیة – 1986 – وأعید طبعه سنة 2001.
12. شرح قانون العقوبات – القسم العام – 1987.
13. شرح قانون مكافحة المخدرات، 1990 وأعید طبعه عدة مرات.
14. المعاملة الجنائیة للأطفال – 1997.
15. الإسلام وحقوق الإسلام، 2007 ، وترجم إلى اللغتین الإنجلیزیة والإسبانیة.
16. القضاء في الإسلام، 2009.
17. نظام الحكم في الإسلام، 2011.
18. الأخلاق في الإسلام، 2015.